# Государственная организация Османской империи
Государственная организация Османской империи была очень проста. Её главными направлениями были военная и гражданская администрации. Высшей должностью в стране был султан. Гражданская система была основана на административных единицах, построенных на характерных особенностях регионов. Турки использовали систему, при которой государство контролировало духовенство (как в Византийской империи). Определённые доисламские традиции турок, сохранившиеся после введения в оборот административной и судебной систем из мусульманского Ирана, остались важными в административных кругах Османской империи. Основной задачей государства была оборона и расширение империи, а также обеспечение безопасности и сбалансированности внутри страны ради сохранения власти.
Ни одна из династий мусульманского мира не находилось так долго у власти, как династия османов. Династия османов была турецкого происхождения. Одиннадцать раз османский султан свергался недругами как враг народа. В истории Османской империи было лишь 2 попытки свержения османской династии, обе окончившиеся неудачей, что свидетельствовало о силе турок-османов.
Высокое положение халифата, управлявшегося султаном, в Исламе позволило создать туркам османский халифат. Османский султан (или падишах, «царь царей») был единственным правителем империи и являлся олицетворением государственной власти, хотя он не всегда осуществлял абсолютный контроль. Новым султаном всегда становился один из сыновей прежнего султана. Прочная система образования дворцовой школы была направлена на ликвидацию неподходящих возможных наследников и создания поддержки для правящей элиты преемника. Дворцовые школы, в которых учились будущие государственные чиновники, были не обособленны. В Медресе (осман. Medrese‎) учились мусульмане, здесь преподавали учёные и государственные чиновники. Материальную поддержку оказывали вакуфы, что позволяло детям из бедных семей получить высшее образование, христиане же учились в эндеруне, куда набирались ежегодно 3 000 мальчиков-христиан от 8 до 12 лет из 40 семей из населения Румелии и/или Балкан (девширме).
Несмотря на то, что султан был верховным монархом, государственная и исполнительная власть была возложена на политиков. Между советниками и министрами в органе самоуправления (диван, в XVII веке был переименован в Порту) шла политическая борьба. Ещё во времена бейлика диван состоял из старейшин. Позже вместо старейшин в состав дивана вошли армейские офицеры и местная знать (к примеру, религиозные и политические деятели). Начиная с 1320 года, великий визирь выполнял некоторые обязанности султана. Великий визирь был полностью независим от султана, он мог как угодно распоряжаться наследственным имуществом султана, отправлять в отставку любого и контролировать все сферы. Начиная с середины XVII века, султан перестал участвовать в политической жизни государства, и великий визирь стал де-факто правителем Османской империи.
На всём протяжении истории Османской империи было много случаев, когда правители вассальных Османской империи княжеств действовали не согласовывая действия с султаном и даже против его. После Младотурецкой революции Османская империя стала конституционной монархией. Султан уже не имел исполнительной власти. Был создан парламент с делегатами от всех провинций. Они образовали Имперское правительство (Османская империя).
Увеличивающейся стремительно в размерах империей руководили преданные, опытные люди (албанцы, фанариоты, армяне, сербы, венгры и другие). Христиане, мусульмане и евреи полностью изменили систему управления в Османской империи.
В Османской империи было эклектичное правление, что сказывалось даже на дипломатической корреспонденции с другими державами. Первоначально переписка осуществлялась на греческом языке.
Все османские султаны имели 35 персональных знаков — тугр, которыми они подписывались. Вырезанные на печати султана, они содержали имя султана и его отца. А также высказывания и молитвы. Самой первой тугрой была тугра Орхана I. Аляповатая тугра, изображённая в традиционном стиле, была основой османской каллиграфии.

## Закон
Османская правовая система была основана на религиозном праве. Османская империя была построена по принципу местного законоведения. Правовое управление в Османской империи было полной противоположностью центральной власти и местным органам управления. Могущество османского султана сильно зависело от министерства правового развития, которое удовлетворяло нужды миллета. Османское законоведение преследовало цель объединения различных кругов в культурном и религиозном отношениях. В Османской империи было 3 судебных системы: первая — для мусульман, вторая — для немусульманского населения (во главе этой системы стояли иудеи и христиане, управлявшие соответствующими религиозными общинами) и третья — так называемая, система «торговых судов». Вся эта система управлялась кануном — системой законов, основанной на доисламских Ясе и Торе. Канун также был светским правом, издававшимся султаном, которое разрешало проблемы, не разобранные в шариате.
Эти судебные разряды были не вполне исключением: первые мусульманские суды также использовались для урегулирования конфликтов при мене или споров сутяжников-иноверцев, и евреев и христиан, часто обращавшимся к ним для разрешения конфликтов. Правительство Османской империи не вмешивалось в немусульманские правовые системы, несмотря на то, что оно могло вмешаться в них с помощью наместников. Правовая система шариата была создана путём объединения Корана, Хадиса, Иджмы, Кияса и местных обычаев. Обе системы (канун и шариат) преподавались в юридических школах Стамбула.
Реформы в период Танзимата существенно повлияли на правовую систему в Османской империи. В 1877 году частное право (за исключением семейного права) было кодифицировано в Маджалле. Позднее были кодифицированы торговое право, уголовное право и гражданский процесс.

## Армия
Первая военная часть османской армии была создана в конце XIII века Османом I из членов племени, населявшего холмы Западной Анатолии. Военная система стала сложной организационной единицей в первые годы существования Османской империи. Османская армия имела комплексную систему вербовки и феодальной обороны. Основным родом войск были янычары, сипахи, акынджи и оркестр янычар. Османская армия считалась когда-то одной из самых современных армий в мире. Она была одной из первых армий, которая использовала мушкеты и артиллерийские орудия. Турки впервые использовали фальконет во время осады Константинополя в 1422 году. Удача конных войск в сражении зависела от их быстродействия и маневренности, а не толстой брони лучников и мечников, их туркменских и арабских лошадей (предки чистокровных лошадей для скачек) и прикладной тактики. Ухудшение боеспособности османской армии началось в середине XVII века и продолжилось после Великой Турецкой войны. В XVIII веке турки одержали несколько побед над Венецией, однако в Европе уступила русским некоторые территории.
В XIX веке прошла модернизация османской армии и страны в целом. В 1826 году султан Махмуд II ликвидировал янычарский корпус и создал современную османскую армию. Армия Османской империи была первой армией, нанявшей иностранных инструкторов и отправившей своих офицеров учиться в Западную Европу. Соответственно, в Османской империи разгорелось младотурецкое движение, когда эти офицеры, получив образование, вернулись на Родину.
Активное участие в турецкой экспансии в Европе принимал также османский флот. Именно благодаря флоту, турки захватили Северную Африку. Потеря турками Греции в 1821 году и Алжира в 1830 году ознаменовали начало ослабления военной мощи османского флота и контроля над далёкими заморскими территориями. Султан Абдул-Азиз попытался восстановить мощь османского флота, создав один из крупнейших флотов в мире (3-е место после Великобритании и Франции). В 1886 году на верфи в Барроу в Великобритании была построена первая подводная лодка военно-морского флота Османской империи.
Тем не менее, терпящая крах экономика не могла больше поддерживать флот. Султан Абдул-Хамид II, не доверявший турецким адмиралам, вставшим на сторону реформатора Мидхата-паши, утверждал, что многочисленный флот, требующий дорогого содержания, не поможет выиграть русско-турецкую войну 1877—1878 годов. Он отправил всё турецкие корабли в залив Золотой Рог, где они гнили в течение 30 лет. После младотурецкой революции 1908 года, партия «Единение и прогресс» предприняла попытку воссоздать мощный османский флот. В 1910 году младотурки начали собирать пожертвования для закупки новых кораблей.
История военно-воздушных сил Османской империи началась в 1909 году. Первое лётное училище в Османской империи (тур. Tayyare Mektebi) было открыто 3 июля 1912 года в районе Ешилкёй города Стамбула. Благодаря открытию первого лётного училища, в стране началось активное развитие военной авиации. Было увеличено количество военных пилотов рядового состава, из-за чего была увеличена численность вооружённых сил Османской империи. В мае 1913 года в Османской империи была открыта первая в мире авиационная школа для обучения лётчиков управлению самолётов-разведчиков и создано отдельное разведывательное подразделение. В июне 1914 года в Турции была основана школа военно-морской авиации (тур. Bahriye Tayyare Mektebi). С началом Первой мировой войны процесс модернизации в государстве резко остановился. ВВС Османской империи сражались на многих фронтах Первой мировой войны (В Галиции, на Кавказе и в Йемене).